# サム・ヒューストン (プロレスラー)
"カウボーイ" サム・ヒューストン（"Cowboy" Sam Houston、本名：Michael Samuel Smith、1963年10月11日 - ）は、アメリカ合衆国の元プロレスラー。テキサス州ウェーコ出身。生年は1964年ともされる。
カウボーイ・ギミックのベビーフェイスとして、NWAのジム・クロケット・プロモーションズやWWFなどで活動した。父親の "グリズリー" ジェイク・スミス、異母兄のジェイク "ザ・スネーク" ロバーツ、実妹のロッキン・ロビンも元プロレスラーである。

## 来歴
テキサス独立戦争の英雄サミュエル・ヒューストンにあやかったサム・ヒューストンをリングネームに、エディ・グラハムが主宰していたNWAフロリダ地区にて1983年にデビュー。TVテーピングのジョブ・ボーイとして、アブドーラ・ザ・ブッチャー、ジョー・ルダック、ヘクター・ゲレロ、ワンマン・ギャングらのジョバーを務め、9月17日のサラソータでの興行では、海外再修行から新日本プロレスに凱旋帰国する直前の谷津嘉章とも対戦した。
1984年より、ジム・クロケット・ジュニア主宰のNWAミッドアトランティック地区に出場。前座試合でキャリアを積んだ後、ベビーフェイスの新鋭として徐々に頭角を現し、1985年7月6日に開催された『グレート・アメリカン・バッシュ1985』ではマニー・フェルナンデス&バズ・タイラーと組み、ポール・ジョーンズ・アーミーのブッチャー、スーパースター・ビリー・グラハム、コンガ・ザ・バーバリアンと6人タッグマッチで対戦。ダスティ・ローデス&マグナムTAのパートナーにも起用され、フォー・ホースメンのリック・フレアー、タリー・ブランチャード、オレイ&アーン・アンダーソンとの抗争アングルにも加わった。
1986年1月11日にはクラッシャー・クルスチェフからNWAミッドアトランティック・ヘビー級王座を奪取。カウボーイ・ギミックの先達ネルソン・ロイヤルともタッグを組み、同年4月19日に行われたタッグチーム・トーナメント "Crockett Cup" にも出場した（2回戦でミッドナイト・エクスプレスのボビー・イートン&デニス・コンドリーに敗退）。11月16日には当時ジム・クロケット・プロモーションズの傘下に入っていた中西部のセントラル・ステーツ地区において、ビル・ダンディーを破りNWAセントラル・ステーツ・ヘビー級王座の新王者になっている。
1987年、WWFへ移籍。5月18日にはニューヨークのマディソン・スクエア・ガーデンに初登場し、テリー・ギッブスから勝利を収めた、翌1988年3月27日に開催された『レッスルマニアIV』ではオープニング・アクトのバトルロイヤルに出場。11月24日の『サバイバー・シリーズ1988』では、アルティメット・ウォリアー、ブルータス・ビーフケーキ、ブルー・ブレイザー、ジム・ブランゼルのチームに加わり、 ホンキー・トンク・マン、ロン・バス、グレッグ・バレンタイン、バッドニュース・ブラウン、ダニー・デイビス組と対戦した。しかし、選手層の厚いWWFではアンダーカードのジョバー要員から脱することはできず、1990年に退団。なお、当時のWWFには異母兄のジェイク・ロバーツも在籍していたが、ヒューストンとの血縁関係は公にされておらず、ポジションの格差もあって、両者が絡むことはなかった。
1991年はWCWに出場し、7月6日にスティーブ・オースチンのWCW世界TV王座に挑戦。1992年4月3日にはテキサス州ダラスのGWFにおいて、同団体認定のTV王座を獲得した。以降、1990年代はインディー団体を主戦場に、インディアン・ギミックのチャーリー・ノリスとのタッグチームなどで活動。1997年にはノリスと共に、ルーキー時代にフロリダで対戦した谷津嘉章が主宰していたSPWFに来日した。
私生活では、1986年に女性マネージャーのベイビー・ドールことニクラ・ロバーツと結婚したが、1994年に離婚。引退後は父親のジェイク・スミスと共にルイジアナ州ニューオーリンズに居住していたが、2005年にハリケーン・カトリーナによる被害に遭っている。

## 得意技
- ブルドッギング・ヘッドロック
- ドロップキック
- フライング・クロス・ボディ

## 獲得タイトル
ミッドアトランティック・チャンピオンシップ・レスリング
- NWAミッドアトランティック・ヘビー級王座：1回[6]

セントラル・ステーツ・レスリング
- NWAセントラル・ステーツ・ヘビー級王座：1回[8]

グローバル・レスリング・フェデレーション
- GWF TV王座：1回[13]

プロ・レスリング・アメリカ
- PWAタッグ王座：1回（w / チャーリー・ノリス）[2]